# (17625) Joseflada
(17625) Joseflada ist ein Asteroid des Hauptgürtels, der am 14. Januar 1996 von den tschechischen Astronomen Petr Pravec und Lenka Šarounová an der Sternwarte Ondřejov (IAU-Code 557) in Ondřejov in der Nähe von Prag entdeckt wurde.
Der Asteroid wurde nach dem tschechischen Illustrator und Kinderbuchautor Josef Lada (1887–1957) benannt, der vor allem durch seine Illustration der Abenteuer des braven Soldaten Schwejk außerhalb seiner Heimat bekannt wurde. Seine Kindergeschichten vom Kater Mikesch wurden 1964 von der Augsburger Puppenkiste verfilmt.